# Rubídium-perjodát
A rubídium-perjodát a perjódsav rubídiumsója, képlete RbIO4.

## Előállítása
A rubídium-perjodátot úgy lehet előállítani, hogy klórt adunk hozzá a rubídium-hidroxid és rubídium-jodát forró tömény oldatához:
{\displaystyle \mathrm {RbIO_{3}+2\ RbOH+Cl_{2}\longrightarrow RbIO_{4}+2\ RbCl+H_{2}O} }

## Tulajdonságai
Kristályai tetragonálisak, tércsoport:  I41/a. Rácsállandói: a = 592,1 pm és c = 1305,2 pm, elemi cellája négy ionpárt tartalmaz. Kristályai a kálium-perjodáttal izomorfak.
Hevítve rubídium-jodidra és oxigénre bomlik:
{\displaystyle \mathrm {RbIO_{4}\longrightarrow RbI+2\ O_{2}\uparrow } }
Rubídium-hidrogén-karbonátos vizes oldatának lassú bepárlásával rubídium-ortoperjodát és szén-dioxid keletkezik belőle:
{\displaystyle \mathrm {RbIO_{4}+RbHCO_{3}+H_{2}O\longrightarrow Rb_{2}H_{3}IO_{6}+CO_{2}\uparrow } }
Rubídium-perjodát és rubídium-hidroxid oldatából kétmagvú rubídium-ortoperjodát tetrahidrát kristályosodik ki:
{\displaystyle \mathrm {2\ RbIO_{4}+2\ RbOH+4\ H_{2}O\longrightarrow Rb_{4}H_{2}I_{2}O_{10}\cdot 4\ H_{2}O} }

## Fordítás
Ez a szócikk részben vagy egészben  a   Rubidiumperiodat című német Wikipédia-szócikk ezen változatának fordításán alapul.  Az eredeti cikk szerkesztőit annak laptörténete sorolja fel. Ez a jelzés csupán a megfogalmazás eredetét és a szerzői jogokat jelzi, nem szolgál a cikkben szereplő információk forrásmegjelöléseként.